# ワルステルダム
ワルステルダムは、かつてプロダクション人力舎で活動していた女性お笑いコンビ。2014年11月30日解散。

## メンバー
松尾 美梨亜（まつお みりあ、1984年1月2日（41歳） - ）
- ツッコミ担当。立ち位置は左側。
- 長崎県出身。身長157.5cm。血液型A型。
- スクールJCAの入学費を稼ぐために、キャバクラでアルバイトをしていたことがあった[1]。
- X JAPAN、LUNA SEAなど90年代のヴィジュアル系好き[2]。熱狂的な女子バスケットボールファン[2]。
- ワルステルダム解散後は、ピン芸人「松尾みりあ」として活動。その傍らで作家・演出家としても活動した[3]。
- 2017年3月[4]から2018年2月まで[5]、リョウマエダ（元ジプシーダンス・元ストレンズ）と「イタイモンク」というコンビで活動していた[6]。
- 2017年の女芸人No.1決定戦 THE Wでは、同事務所に所属する本田あやの（本田兄妹）・リオナと「ドスキューズ」というユニットを組み、準決勝まで進出[7]。
- 2020年10月より、柘植達大（敏感ファイル）と共に鳥越アズーリFM内にて放送中の番組『女バスちゃん』（2021年5月より『私立女バス学園』としてYouTubeでリニューアル）のメインパーソナリティを務めている。
- 2022年現在は「松尾美梨椏」という名義で、バスケットボール関係の仕事に就きながら女子バスケ芸人として活動中。

大久保 真生（おおくぼ まなぶ、1987年8月15日（37歳） - ）
- ボケ担当。立ち位置は右側。
- 東京都出身。身長160cm。血液型はO型。
- 美術大学に1年在籍していた。
- 幼少の時は豪邸に住んでいたことがあったという[1]。
- 解散後は、芸能界を引退した。

## 概要
スクールJCA16期（2007年入学）の同期生同士で結成。2008年よりJCAプロモーション所属となって活動。
大久保がポーランドの歴史が好きな事と松尾が長崎出身でオランダが好きという事から、ワルシャワ（ポーランドの首都）とアムステルダム（オランダの"憲法上の首都"）を合わせ、『ワルステルダム』というコンビ名となった。当初は首都でなく国名を合わせて「ポーランダ」という案もあったが、それではダサいということで却下になった。
2013年のキングオブコントでは準決勝へと進出。2014年11月30日、コンビを解散。

## 芸風
- 漫才とコントの両方を行う。
- ネタの内容は、世の中に対する不満や意見などを取り入れたもの、母と子の会話、店員と客の会話などのコントが多い。
- 漫才は大久保がボケを担当する事が多いが、ネタによってはツッコミとボケが逆になるときがある。コントはツッコミとボケのはっきりしないものが多い。
- 松尾が婆さんなど老け役を演じるコントが多いことがあった。

## エピソード
- 2013年のキングオブコントにて準決勝まで勝ち残り、決勝戦の採点者として番組に出演。当時、浜田雅功（ダウンタウン）に指されコメントを求められた芸人はその後高い確率で解散していた最中にワルステルダムが指名され、当時全く解散を考えていなかったものの翌年の2014年に解散した（その他にはD・N・A、83幕府、シャカなどが解散している）。

## 賞レース戦績

### キングオブコント
- 2008年 1回戦敗退
- 2009年 2回戦進出
- 2010年 2回戦進出
- 2011年 2回戦進出
- 2012年 1回戦敗退
- 2013年 準決勝進出[9]
- 2014年 2回戦進出

### M-1グランプリ
- 2008年 1回戦敗退
- 2009年 1回戦敗退
- 2010年 3回戦進出

### その他
- 2014年 第5回お笑いハーベスト大賞 本戦（準決勝）進出

## 出演

### テレビ
- オンバト+（NHK総合）戦績1勝1敗 最高441KB
- 『ぷっ』すま（テレビ朝日）- 2010年2月9日「ザ・ギリギリマスター! ギリギリ女芸人」
- キャくれ家（テレビ朝日）- 2011年2月11日
- 情報満喫バラエティ 週末にしたい10のこと!（日本テレビ）- 2011年10月15日
- ロケットライブ（フジテレビ）- 2013年2月13日
- お願い!ランキング（テレビ朝日）- 2014年1月27日「年収100万円以下芸人 勝ち抜きネタバトル」出演
- ギャップでQ（朝日放送）

### ラジオ
- SCHOOL NINE（ジャパンエフエムネットワーク）- 2015年12月21日、松尾のみ（「松尾みりあ」として）

### ネット配信
- お願い!ランキング（ABEMA）- 2016年6月27日、松尾のみ（「松尾みりあ」として）[10]
- 女子バスケバラエティ番組『女バスちゃん』（鳥越アズーリFM）- 2020年10月～2021年4月、松尾のみ（※レギュラー番組）
- 女子バスケバラエティチャンネル『私立女バス学園』（YouTube） - 2021年5月～ 松尾のみ（※レギュラー番組）

### ライブ
- 人力舎ライブ「Spark」
- バカ爆走!（毎月1日から6日 ミニホール新宿Fu-）
- スタートダッシュ
- 若手芸人掘出市
- ガールズガーデン（Studio twl）
- スタイル女子部（2010年2月27日 しもきた空間リバティ）
- 東京笑い者
- 第9回漫才新人大賞（2010年4月11日）
- キミトーク！（2010年5月5日 ミニホール新宿Fu-　松尾のみ出演）
- なか×よし
他